# Kheirón

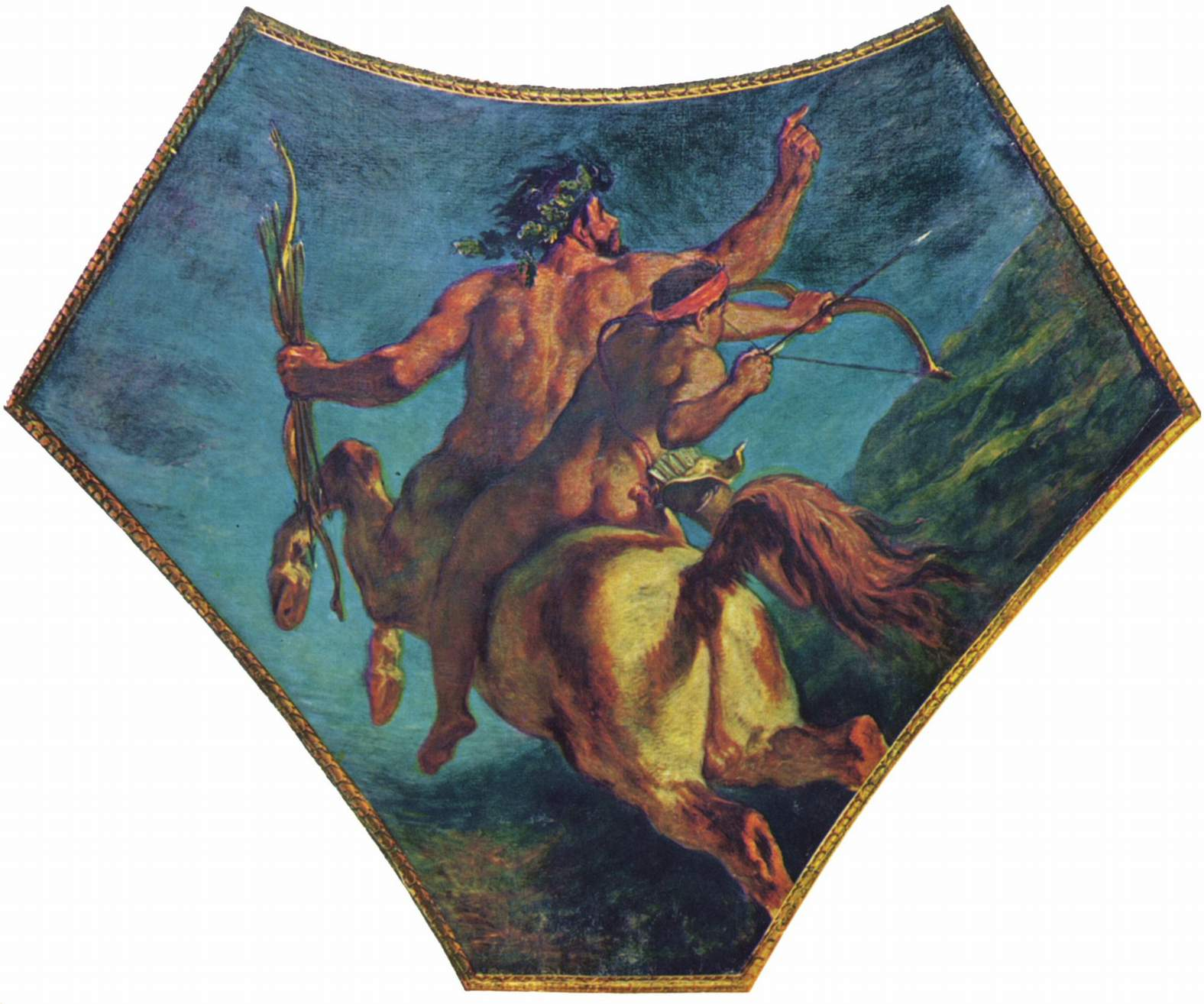
Kheirón tanítja Akhilleuszt

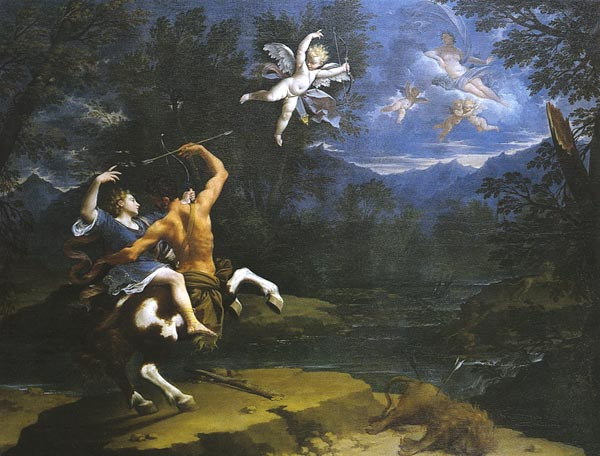
Donato Creti, "Kheirón tanítja Akhilleuszt" 1714. Olajfestmény Musei Civici d'Arte Antica, Bologna

Kheirón (latinul Chiron) bölcs kentaur volt, akit az építészetben, zenében, a fémművességben és orvostudományban való jártassága tett híressé, több helyen említik a gyógyítás mesterségének feltalálójaként is. Ő volt Akhilleusz görög hős és Iaszón tanítója, és Aszklépiosznak, az orvosok mesterének is ő adta át tudását. Bölcsességét Zeusz a Nyilas csillagképpel jutalmazta.
"Ixión fiának mondták Kheirónt is, a legigazabbat a kentaurok közül" - írja Kerényi, Görög mitológiájában, más elmondás szerint maga Kronosz nemzette őt ló alakjában. 
Kheirón feleségül vette Kharikló nimfát, aki három lányt szült neki: Hippét (másképp Melanippé vagy Euippé), Endeiszt és Okirhoét, valamint egy fiút, Karüsztoszt. A család a Pélion-hegyen élt.

## Halála
„Mikor Héraklész útban az Erümanthosz felé keresztülhaladt Pholoén – ahol megölt egy bizonyos Szaurosz nevű kegyetlen rablót -, Pholosz kentaur, akit egy kőrisnimfa szült Szilénosznak, megvendégelte. Pholosz Héraklésznak sült húst tálalt fel, de ő maga nyerset evett, és a kentaurok közös tulajdonát képező boroskancsót mindaddig nem merte kidugaszolni, míg Héraklész nem emlékeztette, hogy a kancsót Dionűszosz négy emberöltővel előbb éppen erre az alkalomra hagyta a barlangban. Mikor a kentaurok megérezték az erős bor szagát, megdühödtek. Hatalmas sziklákkal, gyökerestül kitépett fenyőfákkal, zsarátnokokkal és húsvágó bárdokkal felfegyverkezve megrohanták Pholosz barlangját. Pholosz rémülten elbújt, Héraklész azonban az első két támadót, Ankioszt és Agrioszt bátran elűzte: valóságos parázsesőt zúdított rájuk. Erre Nephelé, a kentaurok felhőnagyanyja, heves záporesőt támasztott, amitől Héraklész íjának a húrja megereszkedett, s a talaj csúszós lett. Héraklész mégis korábbi sikereihez méltón viselkedett, és megölt néhány kentaurt, köztük Oreuszt és Hülaioszt. A többi egészen Maleáig futott, s királyának, Kheirónnal keresett menedéket, akit a lapithák elűztek a Pélion hegyéről. 
Egy Héraklész íjáról elröppent nyílvessző keresztülhatolt Elatosz karján, és remegve megállt Kheirón térdében. Héraklész – az öreg barátját ért baleset miatt lesújtva – kihúzta a nyílvesszőjét, de noha maga Kheirón bocsátotta rendelkezésére a seb bekötözéséhez szükséges gyógyszereket, semmit sem használtak, s Kheirón a fájdalomtól üvöltve vonult vissza a barlangjába. De nem tudott meghalni, mert halhatatlan volt. Később Prométheusz felajánlotta, hogy vállalja helyette a halhatatlanságot, és Zeusz jóvá is hagyta a megállapodást."

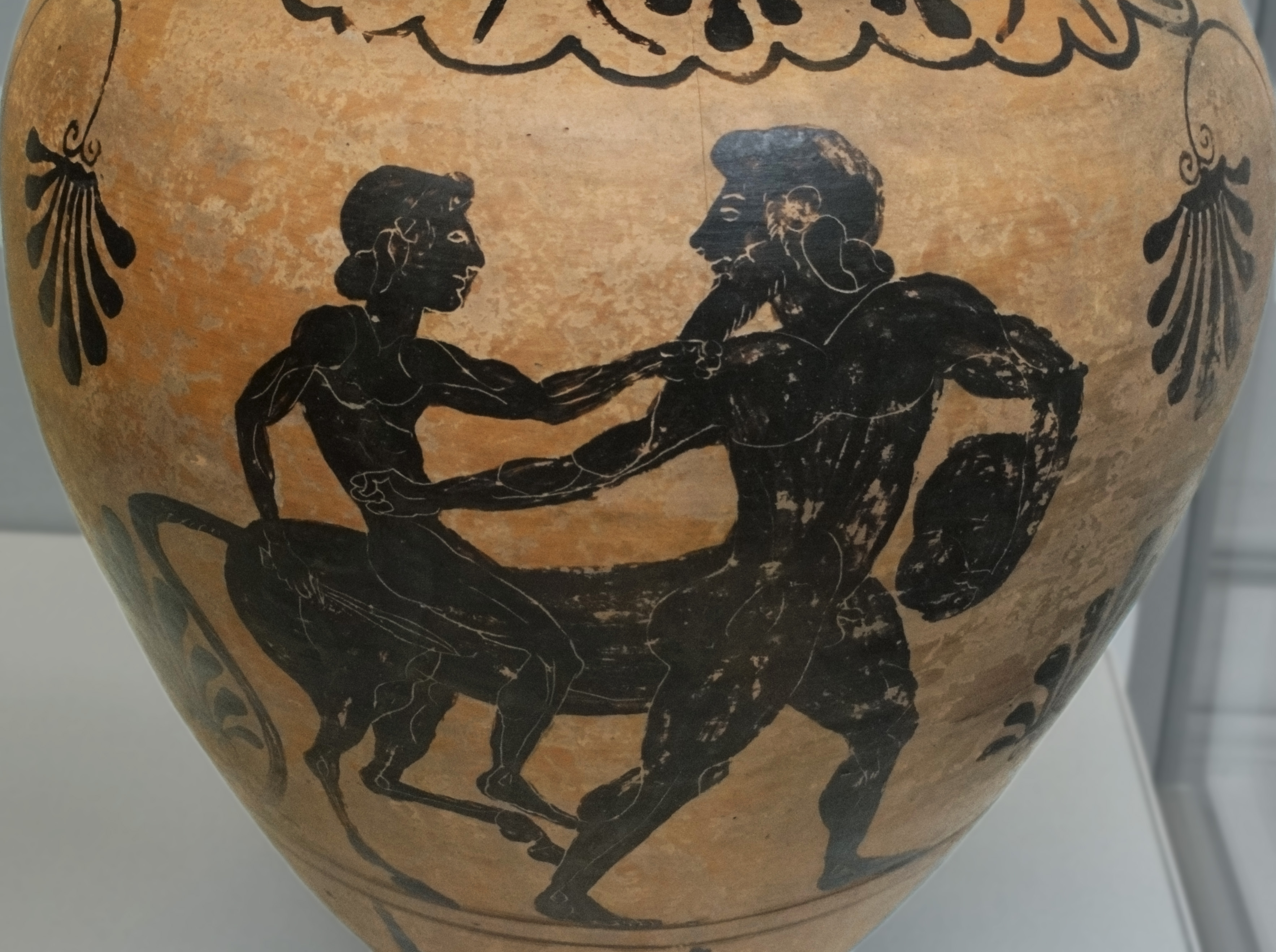
Valószínűleg Akhilleusz és Kheirón, etruszk fekete alakos amphora, kb. i. e. 500-ból

„(Héraklész) Aztán keresztülvonult Ázsián, és végül megérkezett a Kaukászosz-hegységbe, ahol Prométheusz volt a sziklához láncolva, s mindennap felfalta a máját egy keselyű, Tüphón és Ekhidné szülötte. Zeusz már régen megbánta, hogy így megbüntette Prométheuszt, mivel az később barátilag figyelmeztette, hogy ne vegye feleségül Thetiszt, nehogy olyan gyermeket nemzzen vele, aki hatalmasabb lesz nála. Így aztán most, amikor Héraklész kegyelmet kért tőle Prométheusz számára, habozás nélkül teljesítette kérését. Mivel azonban annak idején örökké tartó bűnhődésre kárhoztatta Prométheuszt, kikötötte, hogy egy láncaiból készült, kaukászoszi kővel díszített gyűrűt kell viselnie, mintegy annak jeléül, hogy még mindig fogoly. Ez volt az első gyűrű, amelyben kő volt. Igen ám, csakhogy úgy rendeltetett, hogy Prométheusznak addig kell szenvednie, amíg egy halhatatlan önként le nem megy helyette a Tartaroszba. Héraklész tehát eszébe juttatta Zeusznak Kheirónt, aki már azóta szeretett volna lemondani a halhatatlanság adományáról, amióta gyógyíthatatlan sebet kapott. Ezzel elhárult minden akadály. Héraklész Vadász-Apollónhoz fohászkodott, keresztüllőtte a keselyű szívét, és megszabadította Prométheuszt.”

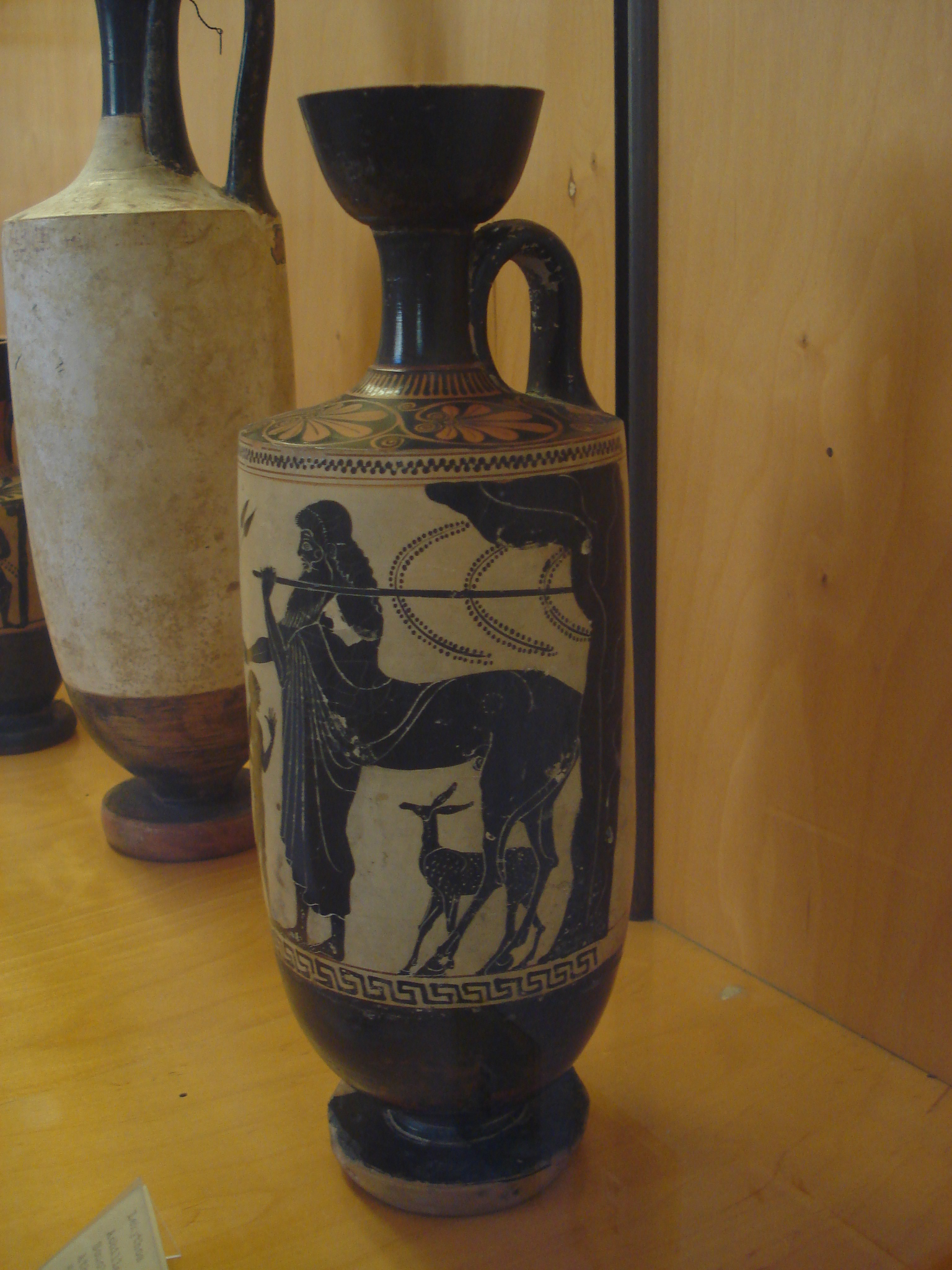
Kheirón tanítja Akhilleuszt, kb. i. e. 500-ból

## Tanítványai
A következőket nevelte fel és tanította bölcsességre Kheirón kentaur:
- Akhilleusz: amikor Akhilleusz anyja, Thetisz elhagyta közös otthonukat, és visszatért a néreidák közé, Akhilleusz apja, Péleusz elvitte őt Kheirónhoz, aki tanítványául fogadta őt, aki oroszlánok és vaddisznók belsőségeivel és nőstény farkasok velőjével táplálta őt.
- Aktaión: Aktaión, akit Kheirón arra képzett ki, hogy vadász váljon belőle, szörnyű haláláról híres: megleste a fürdőző Artemisz istennőt, aki ezért bosszúból szarvassá változtatta, és saját kutyái tépték szét. A kutyák, nem tudván, hogy mit műveltek, visszatértek Kheirón barlangjába, és keresték gazdájukat, a kentaur pedig csinált nekik egy képet Aktaiónról, hogy enyhítse bánatukat.
- Arisztaiosz: ő fedezte fel a mézet és az olivát. Miután fia, Aktaión meghalt, elköltözött Szardíniára.
- Aszklépiosz: gyógyító erejét Kheirónnak köszönhette. Artemisz ölte meg Aszklépiosz anyját, Koróniszt, Apolló parancsára. Egy másik változat szerint, Apolló nyilazta le bosszúból, mert megcsalta. miközben az még terhes volt, de megmentette a gyereket a máglyahaláltól, és elvitte őt Kheirónhoz, aki a gyógyítás és a vadászat mesterségére tanította őt.
- Iaszón: a korai hagyomány szerint Aiszón adta fiát, Iaszónt Kheirónnak, hátvédnek, amikor őt Péliász király letaszította a trónról. Iaszón volt az Argonauták vezére.
- Médusz: Médeia fia volt.
- Patroklosz: Patrokloszt apja hagyta Kheirónnal, hogy Akhilleusz mellett tanulhasson játszani a hárfán, dárdát hajítani, és megmászni a hegyeket a derűs Kheirón hátán.
- Péleusz: Péleusz király volt Akhilleusz apja. Amikor Acastus király megpróbálta megölni Péleuszt a Pélion hegyén, Kheirón mentette meg az életét, és később ő intézte a házasságát is Thetisszel.

## Megjelenése más irodalmi művekben
Dante Isteni színjátékában ő vezeti a kentaurokat, akik a Pokol Hetedik Körének (ahol az erőszakosok vannak) külső gyűrűjét őrzik, és lenyilaznak mindenkit, aki menekülni próbál onnan.
John Updike A kentaur című regénye Kheirón történetét dolgozza fel, egy 20. századi amerikai kisváros kontextusába helyezve. 
Rick Riordan Percy Jackson és az olimposziak című regénysorozatának is fontos szereplője Kheirón. A film-adaptációban Pierce Brosnan játssza a kentaurt. 
Visszatérő szereplő a Disney Herkules című sorozatában, ahol Phil, a kis szatír vetélytársaként jelenik meg.